# السعودية في الألعاب الآسيوية 2006
شاركت السعودية في دورة الألعاب الآسيوية لعام 2006 التي عقدت أحداثها في العاصمة القطرية الدوحة وذلك خلال الفترة من 1 إلى 15 ديسمبر 2006، وقد احتلت المملكة العربية السعودية المرتبة الثالثة عشر برصيد 8 ميداليات ذهبية.

## الميداليات
فاز عبد الله الشربتلي بذهبية الفرق لقفز الحواجز،  وفاز حسين السبع بذهبية الوثب الطويل، ويحيى حبيب بذهبية 100 متر.
| وسام    | اسم | رياضة         | حدث                    | تاريخ |
| ------- | --- | ------------- | ---------------------- | ----- |
| ذهبية   | حسن الشيخ بدر الشيخ | البولينج      | زوجي رجال              | 4     |
| ذهبية   | بدر الشيخ | البولينج      | الرجال جميع الأحداث    | 8     |
| ذهبية   | يحيى حبيب | ألعاب القوى   | 100 متر رجال           | 9     |
| ذهبية   | حسين السبع | ألعاب القوى   | قفزة الرجال الطويلة    | 9     |
| ذهبية   | حمدان البيشي | ألعاب القوى   | 400 متر رجال           | 10    |
| ذهبية   | سلطان الحبشي | ألعاب القوى   | طلقة الرجل وضعت        | 11    |
| ذهبية   | خالد العيد - عبد الله آل سعود - كمال باحمدان - عبد الله الشربتلي | الفروسية      | فريق القفز             | 11    |
| ذهبية   | إسماعيل الصبياني - حامد البيشي - محمد الصالحي حمدان البيشي | ألعاب القوى   | تتابع 4 × 400 متر رجال | 12    |
| برونزية | بدر الشيخ - فيصل الجريفاني - حسن الشيخ | البولينج      | ثلاثيات الرجال         | 6     |
| برونزية | حسن الشيخ - بدر الشيخ - فيصل الجريفاني - أحمد الهديان - يوسف أكبر - فيصل سوغاتي | البولينج      | فريق الرجال            | 8     |
| برونزية | احمد فايز | ألعاب القوى   | قفزة الرجال الطويلة    | 9     |
| برونزية | سلطان الداودي | ألعاب القوى   | رمي القرص للرجال       | 10    |
| برونزية | ثامر المالكي | الكاراتيه     | kumite رجال 55 كجم     | 12    |
| برونزية | احمد البخيت - نايف البحسون - يحيى حنش - إبراهيم الحربي - عبد الله البهلي - شريف آل خليفة - خليل حاجي - ثامر الدوسري - خالد العزيبي - إسماعيل الخياري - مسفر البيشي - ياسر المكاوني | الكرة الطائرة | رجال                   | 14    |